# Chemins de Saint-Jacques-de-Compostelle : Camino francés et chemins du nord de l'Espagne
Les « chemins de Saint-Jacques-de-Compostelle : Camino francés et chemins du nord de l'Espagne » sont un ensemble de chemins de pèlerinage et d'édifices inscrits au patrimoine mondial.
L'inscription du camino francés, itinéraire le plus fréquenté en Espagne pour le pèlerinage de Saint-Jacques-de-Compostelle, remonte à 1993 sous le nom de « chemins de Saint-Jacques-de-Compostelle ». Cette inscription est étendue en 2015 pour comprendre plusieurs itinéraires, totalisant plus de 1 500 km traversant le nord de la péninsule Ibérique.

## Caractéristiques
Le Camino francés est aujourd'hui l'itinéraire le plus fréquenté en Espagne pour le pèlerinage de Saint-Jacques-de-Compostelle ; il s'agit du chemin originellement inscrit au patrimoine mondial en 1993.
L'extension de 2015 concerne 20 éléments individuels :
- 4 itinéraires de pèlerinage :
  - Le Chemin du Nord, continuité en Espagne de la voie de Soulac en France ; depuis la frontière entre Hendaye et Irun, ce chemin longe la côte nord espagnole jusqu'en Galice, à Ribadeo, où son tracé plonge vers le Sud-Ouest pour rejoindre le camino francés à Arzúa.
  - Le chemin de l'Intérieur (es), par le Pays basque et La Rioja. Il s'agit du chemin le plus emprunté entre les Xe et XIIIe siècles, lorsque la domination arabe au sud et les raids vikings au nord rendaient les autres voies périlleuses.
  - Le chemin de la Liébana, une branche du chemin côtier qui permet aux pèlerins d'accéder au monastère de Santo Toribio de Liébana, où, selon la tradition chrétienne, le plus grand fragment du Lignum Crucis (es) est préservé.
  - Le chemin primitif (es), reliant Oviedo à Lugo et rejoignant le camino francés à Melide. Selon la tradition, il s'agit de la voie suivie par le premier pèlerin connu, le roi des Asturies Alphonse II.

- 16 édifices en rapport avec le pèlerinage :
  - 5 cathédrales : Bilbao, Lugo,  Mondoñedo, Oviedo et Vitoria.
  - 3 églises : Santa Maria de la Asuncion (es), San Salvador (es) et Santa Maria (es)
  - 5 monastères et collégiales : église et monastère de San Salvador (es), collégiale de Ziortza, collégiale de Santa Juliana (es) et son cloître, monastère de Sobrado Dos Monxes (es) et monastère de Santo Toribio de Liébana.
  - 3 autres édifices : la muraille de Lugo, les chaussée et tunnel de San Adrian, et le pont de Briñas (es) sur l'Èbre

## Éléments protégés

### Camino francés
Lors de l'extension du site en 2015, l'Espagne a présenté à l'UNESCO un inventaire rétrospectif détaillant 1 912 biens associés au camino francés : 148 en Aragon, 377 en Navarre, 83 à La Rioja, 931 en Castille-et-León et 367 en Galice.
- Liste des biens associés au Camino francés en Aragon (es)
- Liste des biens associés au Camino francés en Navarre (es)
- Liste des biens associés au Camino francés à La Rioja
- Castille-et-Léon :
  - Liste des biens associés au Camino francés dans la province de Burgos (es)
  - Liste des biens associés au Camino francés dans la province de Léón (es)
  - Liste des biens associés au Camino francés dans la province de Palencia (es)
- Galice :
  - Liste des biens associés au Camino francés dans la province de Lugo (es)
  - Liste des biens associés au Camino francés dans la province de La Corogne (es)

### Extension
La liste suivante recense les chemins et édifices individuels protégés lors de l'extension du site en 2015.
| Nom                                             | Identifiant | Lieu                                         | Communautés autonomes                    | Zone protégée (ha) | Zone tampon (ha) | Coordonnées                        | Image |
| ----------------------------------------------- | ----------- | -------------------------------------------- | ---------------------------------------- | ------------------ | ---------------- | ---------------------------------- | ----- |
| Chemin primitif (es)                            | 669bis-001  |                                              | Asturies, Galice                         | 0                  | 1 903,55         |                                    |       |
| Chemin du Nord                                  | 669bis-002  |                                              | Pays basque, Cantabrie, Asturies, Galice | 0                  | 5 723,87         |                                    |       |
| Chemin de l'Intérieur (es)                      | 669bis-003  |                                              | Pays basque, Castille-et-León, La Rioja  | 0                  | 1 187,43         |                                    |       |
| Chemin de la Liébana                            | 669bis-004  |                                              | Cantabrie                                | 0                  | 330,44           |                                    |       |
| Cathédrale San Salvador et Chambre sainte       | 669bis-005  | Oviedo                                       | Asturies                                 | 0,66               | 11,94            | 43° 21′ 45″ nord, 5° 50′ 35″ ouest |       |
| Église et Monastère de San Salvador (es)        | 669bis-006  | Cornellana (es), Salas                       | Asturies                                 | 0,56               | 3,97             | 43° 24′ 32″ nord, 6° 09′ 24″ ouest |       |
| Cathédrale de Lugo                              | 669bis-007  | Lugo                                         | Galice                                   | 0,5                | 2,6              | 43° 00′ 33″ nord, 7° 33′ 29″ ouest |       |
| Remparts Romains de Lugo                        | 669bis-008  | Lugo                                         | Galice                                   | 1,78               | 44,15            | 43° 00′ 36″ nord, 7° 33′ 21″ ouest |       |
| Collégiale de Ziortza                           | 669bis-009  | Ziortza-Bolibar                              | Pays basque                              | 0,22               | 1,41             | 43° 14′ 52″ nord, 2° 33′ 43″ ouest |       |
| Cathédrale de Saint Jacques Apôtre              | 669bis-010  | Bilbao                                       | Pays basque                              | 0,31               | 1,07             | 43° 15′ 25″ nord, 2° 55′ 25″ ouest |       |
| Église Santa Maria de la Asuncion (es)          | 669bis-011  | Castro Urdiales                              | Cantabrie                                | 0,13               | 0,33             | 43° 23′ 04″ nord, 3° 12′ 56″ ouest |       |
| Collégiale de Santa Juliana (es) et son cloître | 669bis-012  | Santillana del Mar                           | Cantabrie                                | 0,25               | 0,14             | 43° 23′ 32″ nord, 4° 06′ 21″ ouest |       |
| Église San Salvador (es)                        | 669bis-013  | Priesca, Villaviciosa                        | Asturies                                 | 0,03               |                  | 43° 29′ 07″ nord, 5° 21′ 32″ ouest |       |
| Église Santa Maria de Soto de Luiña (es)        | 669bis-014  | San Martín de Luiña (es), Cudillero          | Asturies                                 | 0,06               | 3,46             | 43° 33′ 42″ nord, 6° 13′ 49″ ouest |       |
| Cathédrale de Mondoñedo                         | 669bis-015  | Mondoñedo                                    | Galice                                   | 0,29               | 3,1              | 43° 25′ 41″ nord, 7° 21′ 45″ ouest |       |
| Monastère de Sobrado Dos Monxes (es)            | 669bis-016  | Sobrado                                      | Galice                                   | 6,71               | 37,16            | 43° 02′ 19″ nord, 8° 01′ 20″ ouest |       |
| Chaussée et Tunnel de San Adrian                | 669bis-017  | Parzonería General de Guipúzcoa y Álava (es) | Pays basque                              | 2,53               | 23,05            | 42° 56′ 07″ nord, 2° 19′ 00″ ouest |       |
| Cathédrale de Vitoria                           | 669bis-018  | Vitoria-Gasteiz                              | Pays basque                              | 0,25               | 2,69             | 42° 51′ 02″ nord, 2° 40′ 20″ ouest |       |
| pont de Briñas (es) sur le fleuve Ebro          | 669bis-019  | Haro                                         | La Rioja                                 | 0,1                | 0,92             | 42° 35′ 21″ nord, 2° 50′ 32″ ouest |       |
| Monastère de Santo Toribio de Liébana           | 669bis-020  | Liébana                                      | Cantabrie                                | 0,2                | 0,29             | 43° 09′ 00″ nord, 4° 39′ 15″ ouest |       |

### Articles liés
- Chemins de Compostelle
- Chemins de Compostelle en France, une protection similaire en France
- Camino francés
- Camino navarro
- Camino aragonés
- Camino del Norte
- Camino inglés
- Liste du patrimoine mondial en Espagne
- Saint-Jacques-de-Compostelle, dont la vieille ville est également protégée au patrimoine mondial